# Rodges
Rodges ist ein Stadtteil der osthessischen Stadt Fulda.

## Geographie
Der Stadtteil liegt fünf Kilometer westlich der Kernstadt. Durch den Ort verläuft die Kreisstraße 110.

## Geschichte
Im Jahre 1025 wurde das Dorf erstmals urkundlich genannt.
Im Rahmen der Gebietsreform in Hessen wurde die Gemeinde Rodges zugleich mit anderen Stadtrandgemeinden am 1. August 1972 kraft Landesgesetzes in die kreisfreie Stadt Fulda eingegliedert, kam zusammen mit dieser aber am 1. Juli 1974 wieder zurück zum Landkreis Fulda.

### Einwohnerentwicklung
Quelle: Historisches Ortslexikon
| • 1510: | 7 Viehhalter              |
| • 1789: | 4 Nachbarn                |
| • 1812: | 5 Feuerstellen, 46 Seelen |

| Rodges: Einwohnerzahlen von 1812 bis 2017 | Rodges: Einwohnerzahlen von 1812 bis 2017 | Rodges: Einwohnerzahlen von 1812 bis 2017 | Rodges: Einwohnerzahlen von 1812 bis 2017 | Rodges: Einwohnerzahlen von 1812 bis 2017 |
| --- | ----------------------------------------- | ----------------------------------------- | ----------------------------------------- | ----------------------------------------- |
| Jahr |                                           |                                           |                                           | Einwohner                                 |
| 1812 | 1812                                      |                                           | 46                                        | 46                                        |
| 1834 | 1834                                      |                                           | 60                                        | 60                                        |
| 1840 | 1840                                      |                                           | 65                                        | 65                                        |
| 1846 | 1846                                      |                                           | 65                                        | 65                                        |
| 1852 | 1852                                      |                                           | 64                                        | 64                                        |
| 1858 | 1858                                      |                                           | 69                                        | 69                                        |
| 1864 | 1864                                      |                                           | 61                                        | 61                                        |
| 1871 | 1871                                      |                                           | 51                                        | 51                                        |
| 1875 | 1875                                      |                                           | 54                                        | 54                                        |
| 1885 | 1885                                      |                                           | 63                                        | 63                                        |
| 1895 | 1895                                      |                                           | 63                                        | 63                                        |
| 1905 | 1905                                      |                                           | 50                                        | 50                                        |
| 1910 | 1910                                      |                                           | 43                                        | 43                                        |
| 1925 | 1925                                      |                                           | 59                                        | 59                                        |
| 1939 | 1939                                      |                                           | 48                                        | 48                                        |
| 1946 | 1946                                      |                                           | 70                                        | 70                                        |
| 1950 | 1950                                      |                                           | 69                                        | 69                                        |
| 1956 | 1956                                      |                                           | 56                                        | 56                                        |
| 1961 | 1961                                      |                                           | 47                                        | 47                                        |
| 1967 | 1967                                      |                                           | 45                                        | 45                                        |
| 1970 | 1970                                      |                                           | 48                                        | 48                                        |
| 1988 | 1988                                      |                                           | 91                                        | 91                                        |
| 2010 | 2010                                      |                                           | 175                                       | 175                                       |
| 2013 | 2013                                      |                                           | 182                                       | 182                                       |
| 2015 | 2015                                      |                                           | 185                                       | 185                                       |
| 2016 | 2016                                      |                                           | 207                                       | 207                                       |
| 2017 | 2017                                      |                                           | 214                                       | 214                                       |
| Datenquelle: Historisches Gemeindeverzeichnis für Hessen: Die Bevölkerung der Gemeinden 1834 bis 1967. Wiesbaden: Hessisches Statistisches Landesamt, 1968. Weitere Quellen: ; 2010,2012,2015: |                                           |                                           |                                           |                                           |

### Religionszugehörigkeit
Quelle: Historisches Ortslexikon
| • 1885: | kein evangelischer, 63 katholische (= 100,00 %) Einwohner      |
| • 1961: | 2 evangelische (= 4,26 %), 45 katholisch (= 95,74 %) Einwohner |

## Industriepark Fulda-West
Zwischen den Stadtteilen Rodges, Malkes und Besges wurde der 102 ha umfassende weitläufige Industriepark Fulda-West erschlossen mit Anbindung an die Bundesstraße 254.